# Piràmide de Pascal

Els cinc primers nivells de la piràmide de Pascal

La piràmide de Pascal és la generalització tridimensional del triangle de Pascal. Conté els coeficients multinomials de tercer ordre (coeficient trinomial), i. H. els coeficients de {\displaystyle (a+b+c)^{n}} estan al nivell n +1. Com al triangle de Pascal, la piràmide de Pascal comença amb un sol 1 al nivell superior (la "part superior" de la piràmide). Cada número addicional és la suma dels tres números que hi ha a sobre. Totes les propietats especials del triangle de Pascal (vegeu, per exemple, El triangle de B. Sierpinski, simetria) es pot aplicar de manera anàloga a la piràmide de Pascal.

## Construcció alternativa
Els coeficients trinomials són donats per
{\displaystyle {\frac {(i+j+k)!}{i!\,j!\,k!\;}}} Amb {\displaystyle \;i+j+k=n\,.}
La identitat
{\displaystyle {\frac {(i+j+k)!}{i!\,j!\,k!}}={\frac {(i+j+k)!}{(i+j)!\,k!}}\cdot {\frac {(i+j)!}{i!\,j!}}}
suggereix la següent regla de construcció per al nivell (n +1):
- En primer lloc, formeu els tres costats del triangle. Corresponen a la recta (n + 1) del triangle de Pascal.
- Ara empleneu la línia m amb les entrades de la línia m del triangle de Pascal, multiplicat pel factor ja introduït als costats..

## Els primers set nivells
1er nivell
```
1
```

2n nivell
```
1
 

1 1
```

3r nivell
```
1 

2
 
2

1 
2
 1
```

4t nivell
```
1

3 3 

3 
6
 3

1 3 3 1
```

5è nivell
```
1

4 4

6 
12
 6

4 
12 12
 4

1 4 6 4 1
```

6è nivell
```
1

5 5

10 20 10

10 
30 30
 10

5 20 
30
 20 5

1 5 10 10 5 1
```

7è nivell
```
1

6 6

15 30 15

20 60 60 20

15 60 
90
 60 15

6 30 60 60 30 6

1 6 15 20 15 6 1
```

## Propietats
- La suma de tots els números del nivell n és: {\displaystyle 3^{n-1}}
- La suma de tots els números del primer al novè nivell és: {\displaystyle {\frac {3^{n}-1}{2}}}

### Connexió amb el tetraedre de Sierpinski
Si el tetraedre de Pascal distingeix entre nombres parells i senars, hi ha una connexió amb el tetraedre de Sierpinski. Els nombres parells corresponen a les llacunes del tetraedre de Sierpinski. Haver de {\displaystyle 2^{a}} Es tenen en compte els nivells {\displaystyle a} -è pas d'iteració en la construcció del tetraedre de Sierpinski.

## Generalització
Es pot fer de manera anàloga {\displaystyle n} -Definir el Pascal simplex dimensional a partir dels altres coeficients multinomials.